# Why Can't I Be You?
Why Can't I Be You? is een nummer van de Britse new-wave band The Cure. Het is de eerste single van hun zevende studioalbum Kiss Me, Kiss Me, Kiss Me uit 1987. Op 6 april dat jaar werd het nummer op single uitgebracht.

## Achtergrond
In tegenstelling tot vele eerdere nummers van The Cure, is "Why Can't I Be You?" een vrolijk en uptempo nummer. De ik-figuur in het nummer is zo stapelgek op een vrouw, dat hij haar graag zou willen zijn. De plaat werd een bescheiden hit in Europa. In thuisland het Verenigd Koninkrijk behaalde de plaat de 21e positie in de UK Singles Chart en in Ierland werd de 12e positie bereikt. In de VS de 54e positie in de Billboard Hot 100, in Australië en Nieuw-Zeeland de 16e, Zwitserland de 28e, Duitsland en Frankrijk de 29e en Spanje de 5e positie.  
In Nederland werd de plaat veel gedraaid op Radio 3 en werd een radiohit in de destijds twee landelijke hitlijsten op de nationale publieke popzender. De plaat bereikte de 13e positie in de Nederlandse Top 40 en de 25e positie in de Nationale Hitparade Top 100. In de tot donderdag 25 juni 1987 uitgezonden Europese hitlijst op Radio 3, de TROS Europarade, werd de 37e positie bereikt. 
In België bereikte de plaat de 17e positie in de voorloper van de Vlaamse Ultratop 50 en de 18e positie in de Vlaamse Radio 2 Top 30. In Wallonië werd géén notering behaald. 